# Liste der Bodendenkmäler in Heinrichsthal
Auf dieser Seite sind die Bodendenkmäler in der unterfränkischen Gemeinde Heinrichsthal zusammengestellt. Diese Tabelle ist eine Teilliste der Liste der Bodendenkmäler in Bayern. Grundlage ist die Bayerische Denkmalliste, die auf Basis des Bayerischen Denkmalschutzgesetzes vom 1. Oktober 1973 erstmals erstellt wurde und seither durch das Bayerische Landesamt für Denkmalpflege geführt wird. Die folgenden Angaben ersetzen nicht die rechtsverbindliche Auskunft der Denkmalschutzbehörde.

## Bodendenkmäler in Heinrichsthal
| Lage                     | Objekt | Akten-Nr.     | Bild                   |
| ------------------------ | --- | ------------- | ---------------------- |
| (Standort)               | Spätmittelalterliche bis frühneuzeitliche Glashütte. | D-6-5922-0018 |                        |
| (Standort)               | Spätmittelalterliche bis frühneuzeitliche Glashütte. | D-6-5922-0019 |                        |
| Schulstraße 7 (Standort) | Archäologische Befunde im Bereich der spätneuzeitlichen katholischen Kuratiekirche St. Georg von Heinrichsthal mit frühneuzeitlicher Kapelle als Vorgängerbau. | D-6-5922-0087 | Archäologische Befunde |